# Арье, Павел
Павел Арье (укр. Павло Ар'є; 16 октября 1977, Львов) — современный украинский драматург, художник-концептуалист, театральный режиссёр.

## Биография
Родился и вырос во Львове. Образование получал в университетах Украины (Львов, Киев) и Германии (Кёльн, Хаген). Среди изучаемых предметов были славистика, экономика, социология, политология, свободные искусства. С 2004 года живёт в городе Кёльн.
Проходят выставки работ художественных работ и инсталляций («Art Worlds in Sacred Spaces» в Бонне). В качестве переводчика выполнил перевод на украинский язык пьесы английского драматурга Сары Кейн «Подорванные» (англ. «Blasted»), переводил с немецкого пьесу Дмитрия Гавроша.
В качестве актёра работа в проектах московского режиссёра Евгения Лавренчука «Дракон» по пьесе Евгений Шварца в театре-студии «Дебют». В русском экспериментальном театре при институте славистики Кёльнского университета был актёром, ассистентом режиссёра, драматургом.
Автор более десятка пьес, написанных на украинском, немецком и русском языках. Публикация пьес осуществлялась в периодике (журнал «Просто неба», Дніпро), входили в состав альманахов («Нова Проза»), издавались отдельными книгами (пьеса «Революция, любовь, смерть и сновидения» (укр. Революція, кохання, смерть і сновидіння) вышла в издательстве Львовского университета в 2007 году, в киевском издательстве «Факт» вышел сборник пьес «Формы» в 2010 году).
Ряд пьес получили сценическое воплощение, были представлены на театральных фестивалях Украины («Драма.UA» во Львове, «Курбалесія» в Харькове, «Неделя актуальной драмы» в Киеве), Германии (биеннале Plays from Europe 2010 «Berlin Theatertreffen 2013») и других.
Принимал участие в программе сотрудничества британского театра «Ройал-Корт» (англ. Royal Court) с украинскими драматургами, в 2011 году стал победителем всеукраинского литературного конкурса («Коронация слова—2011», в команде фестивалей «Лестница» и «ДрамаUA» являлся куратором конкурса драматургов.
С 2016 года по 2017 год — художественный руководитель Львовского драматического театра им. Леси Украинки (Театр Леси).
После начала вторжения России на Украину переехал в Германию.

### Семья
- Мать — Ярослава Владимировна Алексеева, врач (летом 1986 года в течение двух недель работала с бригадой пожарных рядом с Чернобыльской АЭС)[6] брат Михаил .

## Литературная деятельность

### Пьесы
1. 2004 — «Десять средств самоубийства» (укр. «Десять засобів самогубства»)
2. 2005 — «Революция, любовь, смерть и сновидения» (укр. «Революція, кохання, смерть і сновидіння»)
3. 2006 — «Икона» (укр. «Ікона»)
4. 2006 — «Гордость» (нем. «Stolz»)
5. 2007 — «Эксперимент» (укр. «Експеримент»)
6. 2008 — «Цвета» (укр. «Кольори»)[7]
7. 2010 — «Человек в подвешенном состоянии» (укр. «Людина в підвішеному стані»)
8. 2011 — «ТУ ТИ ТУ ТУ ТУ» (укр. «ТУ ТІ ТУ ТУ ТУ»)
9. 2012 — «Слава Героям!» (укр. «Слава Героям!»)
10. 2013 — «В начале и в конце времён» (укр. «На початку і наприкінці часів»)
11. 2013 — «Овца» (укр. «Вівця»)
12. 2013 — «Где-то на луне» (укр. «Десь на місяці»)

## Театр

### Театральные постановки по произведениям Павла Арье
1. 2008, 29 октября — «рЕвольция» по пьесе «Революция, любовь, смерть и сновидения» (актёрско-режиссёрская самостоятельная работа студентов курса Актёров драматического театра Анастасии Жучковой-Иваненко и Александра Иваненко, художественный руководитель Г. Богомаз-Бабий). Днепропетровский театрально-художественный колледж. Премьера состоялась на Харьковском театральном фестивале «Курбалесия»
2. 2009, 24 января — «Цвета» (укр. «Кольори»), реж. Алексей Кравчук (Львовский драматический театр имени Леси Украинки[9][10]
3. 2014, ноябрь — «Цвета» (укр. «Кольори»), реж. Алексей Кравчук (Луганский академический областной русский драматический театр[11]
4. 2014, 27 октября — «В начале и в конце времён»; реж. Роман Виктюк (Театр имени Моссовета,[12] Театр Романа Виктюка)[13]
5. 2015, 20 февраля — «Баба Фрося» (укр. «Баба Пріся») по пьесе «В начале и в конце времён»; реж. Алексей Кравчук (Львовский драматический театр имени Леси Украинки)[14]
6. 2015, 18 марта — «Сталкеры» по пьесе «В начале и в конце времён»; реж. Станислав Жирков (Совместный проект театра «Золотые ворота» и «Молодого театра»)[15][16]
7. 2015, 25 сентября — «В начале и в конце времён» (укр. «На початку і наприкінці часів»); реж. Оксана Стеценко (Харьковский государственный академический украинский драматический театр имени Т. Шевченко)[17][18]
8. 2016, 22 января — «Слава героям!»; реж. Станислав Жирков (Киевский театр «Золотые ворота»)[19][20]
9. 2016, 31 января — «Слава героям!»; реж. Алексей Кравчук (Львовский драматический театр имени Леси Украинки)[21]
10. 2016, 26 апреля — «Зона. 30 километров человечности» (укр. «Зона. 30 кілометрів людяності») по пьесе «В начале и в конце времён»; реж. Владислав Шевченко[укр.] (Полтавский областной музыкально-драматический театр им. Н. В. Гоголя)[22]
11. 2016, 8 мая — «Слава героям» (Libertango); реж. Анатолий Левченко (Донецкий академический областной драматический театр)[23][24]
12. 2016, 13 мая — «Зона» по пьесе «В начале и в конце времён»; реж. Анатолий Канцедайло (Днепропетровский драматический театр имени Т. Шевченко)[25]
13. 2017, 4 февраля — «Цвета» (укр. «Кольори»), реж. Влада Белозоренко (Киевский театр «Золотые ворота»)[26]

### Актёрские работы в театре
1. «Дракон» Е. Шварца; реж. Евгений Лавренчук (театр-студия «Дебют»)

### Режиссёрские работы в театре
1. 2014 — «Лондон» Максима Досько (Первая сцена современной драматургии «Драма.UA»)[27]
2. 2017 — «Том на ферме» Мишеля Марка Бушара[англ.] («Дикий театр», Львовский драматический театр имени Леси Украинки)[28]

## Кино
- 2017 — Брама (сценарист)

## Признание и награды
- 2010 — Пьеса «Эксперимент» вошла в премиальный список крупнейшего европейского театрального биеннале Plays from Europe[англ.] (Висбаден, Германия)
- 2011 — Лауреат конкурса «Коронация слова»[29]
  - Первая премия в категории «Экспериментальная и камерная сцена». Пьеса «Человек в подвешенном состоянии»
  - Специальная награда за лучшее произведение на историко-патриотическую тематику от КНУ им. Т. Шевченко (Пьеса «Слава героям»)
- 2011 — Победитель конкурса на участие в международной программе сотрудничества The British Council Ukraine и театра «Ройал-Корт» (англ. Royal Court) (Лондон) с украинскими драматургами
- 2013 — Стипендиат Goethe-Institut